# Église Saint-Antoine de Loches
Pour les articles homonymes, voir église Saint-Antoine.
L'église Saint-Antoine de Loches est une église paroissiale située dans la région Centre-Val de Loire, en Indre-et-Loire, dans la commune de Loches.
Construit à partir de 1809 en réutilisant des structures du XVIIe siècle, et ouvert au culte en 1812, l'édifice est inscrit comme monument historique français en 2006 ; six des tableaux qu'il renferme sont des objets protégés répertoriés dans la base Palissy.

## Localisation

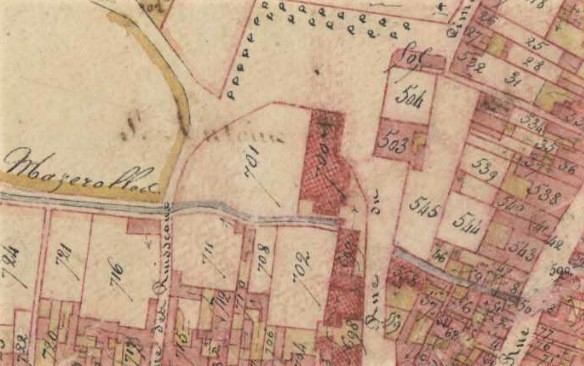
L'église Saint-Antoine (au centre de l'image) sur la cadastre napoléonien.

L'église Saint-Antoine est située dans la ville basse de Loches. Elle est bordée à l'ouest par la place de Mazerolles, au nord par l'avenue des Bas-Clos et le place de Verdun et à l'est par la rue Descartes. Sur le cadastre napoléonien, publié en 1826, seule cette dernière voie apparaît sous le nom de « rue du Cimetière ».
Elle emprunte le vocable de « Saint-Antoine » à une chapelle disparue, située plus à l'est dans la ville et contiguë à la tour Saint-Antoine.

## Historique

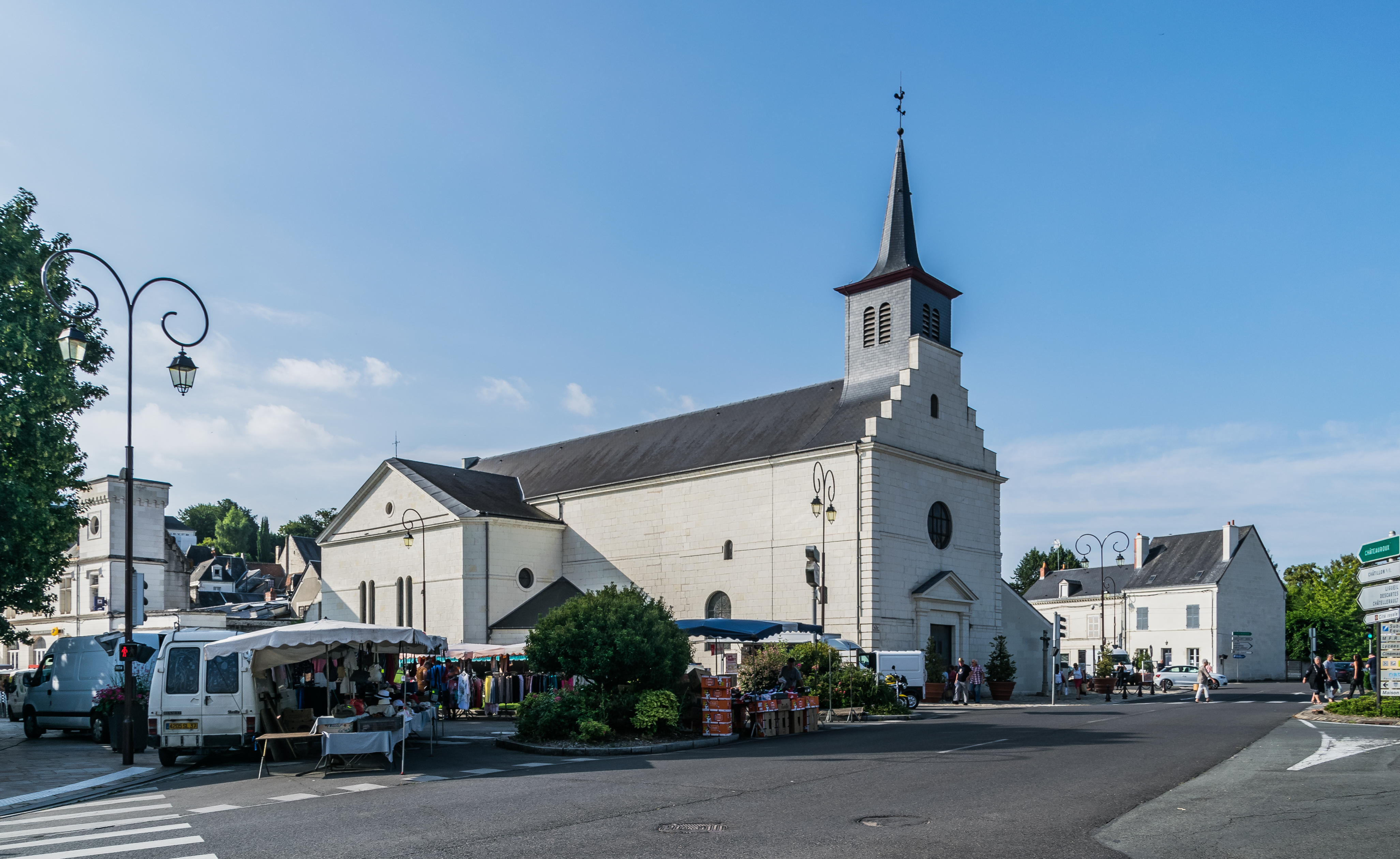
Vue générale de l'église.

En 1803, la création de la paroisse Saint-Antoine, dans la ville basse de Loches, nécessite la création d'un nouveau lieu de culte, alors inexistant dans le secteur. La construction d'une nouvelle église ex nihilo s'avérant trop onéreuse, il est décidé de profiter de la présence des bâtiments de l'ancien couvent des Ursulines, fondé en 1627 mais fermé à la Révolution. Ces bâtiments sont achetés au début du XIXe siècle grâce à des dons de fidèles, collectés par l'abbé Château. L'église Saint-Antoine de Loches résulte ainsi du réaménagement du réfectoire et du dortoir du couvent dont elle demeure le dernier vestige. Si l'église est ouverte au culte en 1812, elle continue d'être aménagée pendant encore plusieurs décennies : la majeure partie du gros œuvre date de la phase initiale d'aménagement mais une chapelle est édifiée entre 1823 et 1840, le clocher est bâti en 1836.
L'église est inscrite au titre des monuments historiques en 2006. En 2010, en parallèle avec la restauration générale de l'édifice, une petite galerie d'exposition est construite contre le flanc ouest de sa nef en remplacement d'un appentis de servitudes (chaufferie...), pour y présenter quelques œuvres d'art jusqu'alors installées dans l'église elle-même.

## Architecture

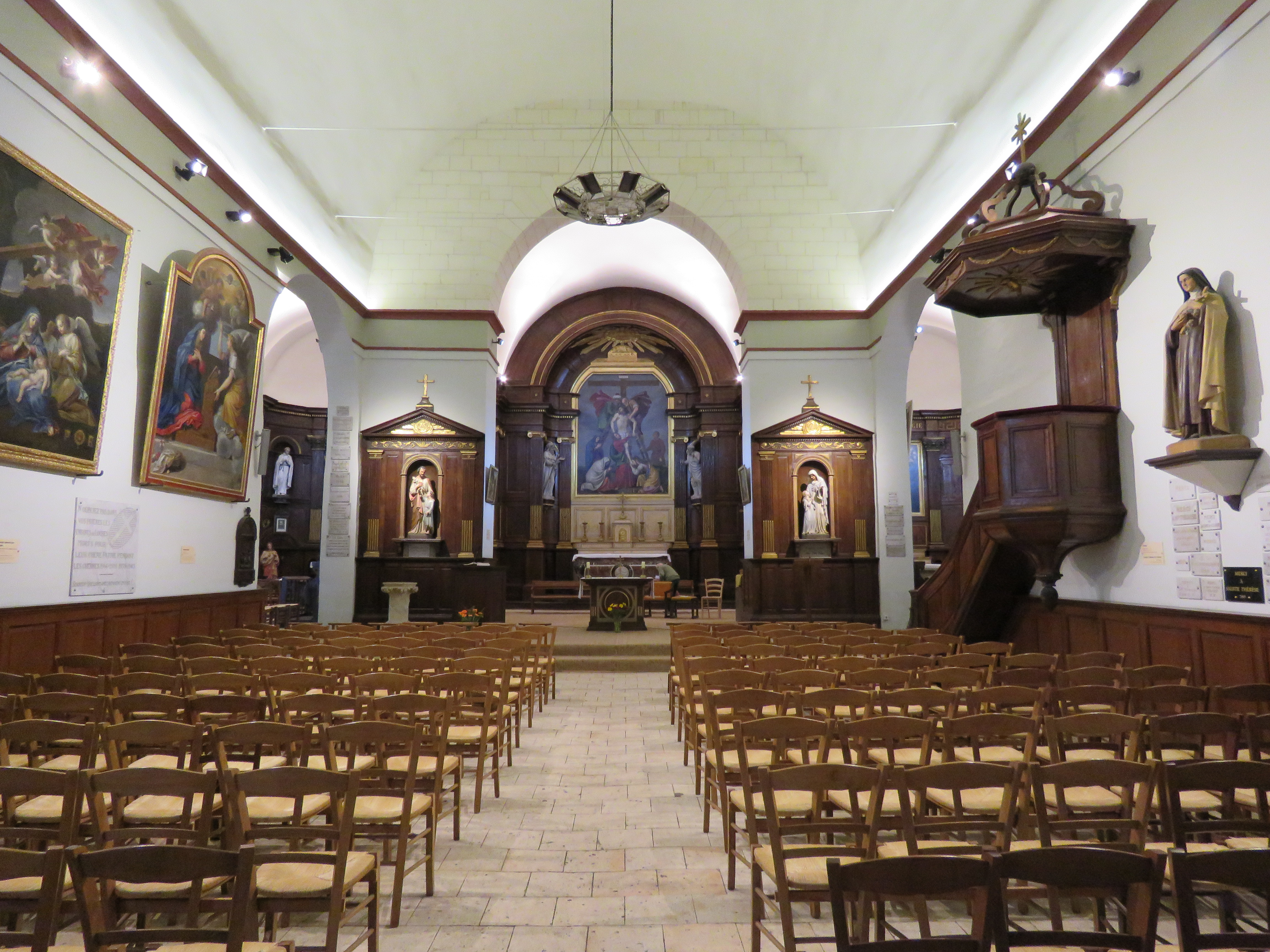
Nef et chœur de l'église.

Construite sur la base de bâtiments existants, l'église ne respecte pas l'orientation est-ouest couramment rencontrée : sa nef s'ouvre au nord tandis que son chœur est tourné vers le sud.
Elle comporte une nef simple sur plan rectangulaire prolongée par un chœur carré terminé par un chevet plat. Deux chapelles latérales au chœur, disposées symétriquement à l'est et à l'ouest, complètent l'édifice. Un vestibule, dont les murs portent le clocher, se trouve à l'entrée de la nef.

## Décor et mobilier
Les boiseries qui ornent les murs du chœur sont en bois de chêne plaqué d'acajou et décoré à la feuille d'or ; le même principe est appliqué aux colonnes qui, au niveau de l'entrée, soutiennent la tribune de l'orgue.
La plupart des vitraux de l'église sont confectionnés dans l'atelier du vitrailliste tourangeau Julien-Léopold Lobin.
En même temps que l'édifice lui-même, six tableaux qu'il renferme sont inscrits dans le base Palissy comme objets protégés par arrêté du 16 février 2019. Il s'agit d'une Vierge à l'Enfant avec saint Jean-Baptiste (XVIIe siècle) d'après Anton Van Dyck, d'une représentation de saint Charles Borommée (XVIIe siècle) d'après Charles Le Brun, d'une huile sur toile figurant sainte Angèle (1769), d'une Adoration des mages (XVIIe ou XVIIIe siècle) d'après Simon Vouet, d'une Annonciation (XVIIe siècle) et d'une figuration de la Sainte Famille (XVIIe siècle) d'après Pierre de Cortone, un portrait de sainte Angèle par Madame Mauzay.

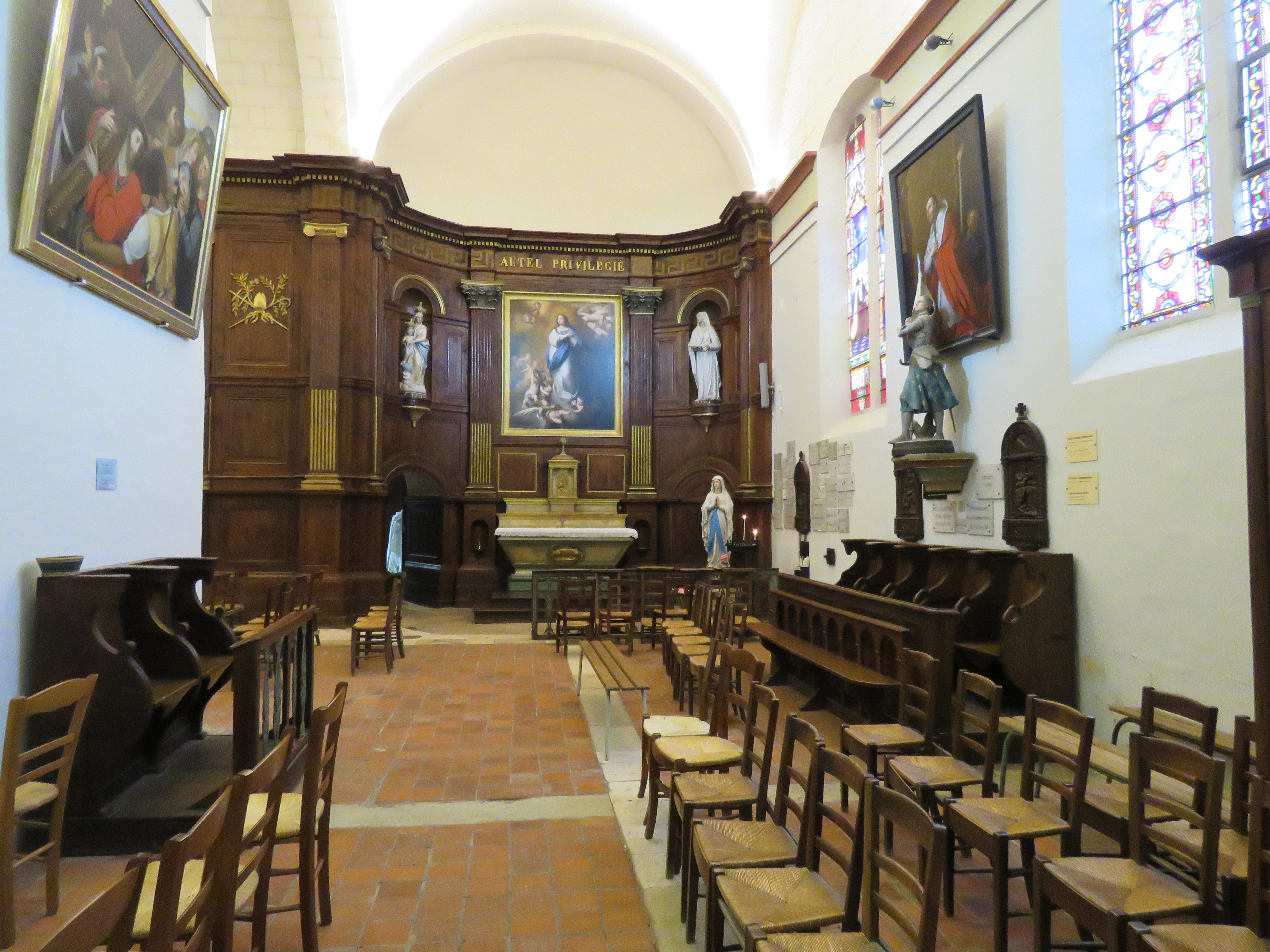
Chapelle de la Vierge.
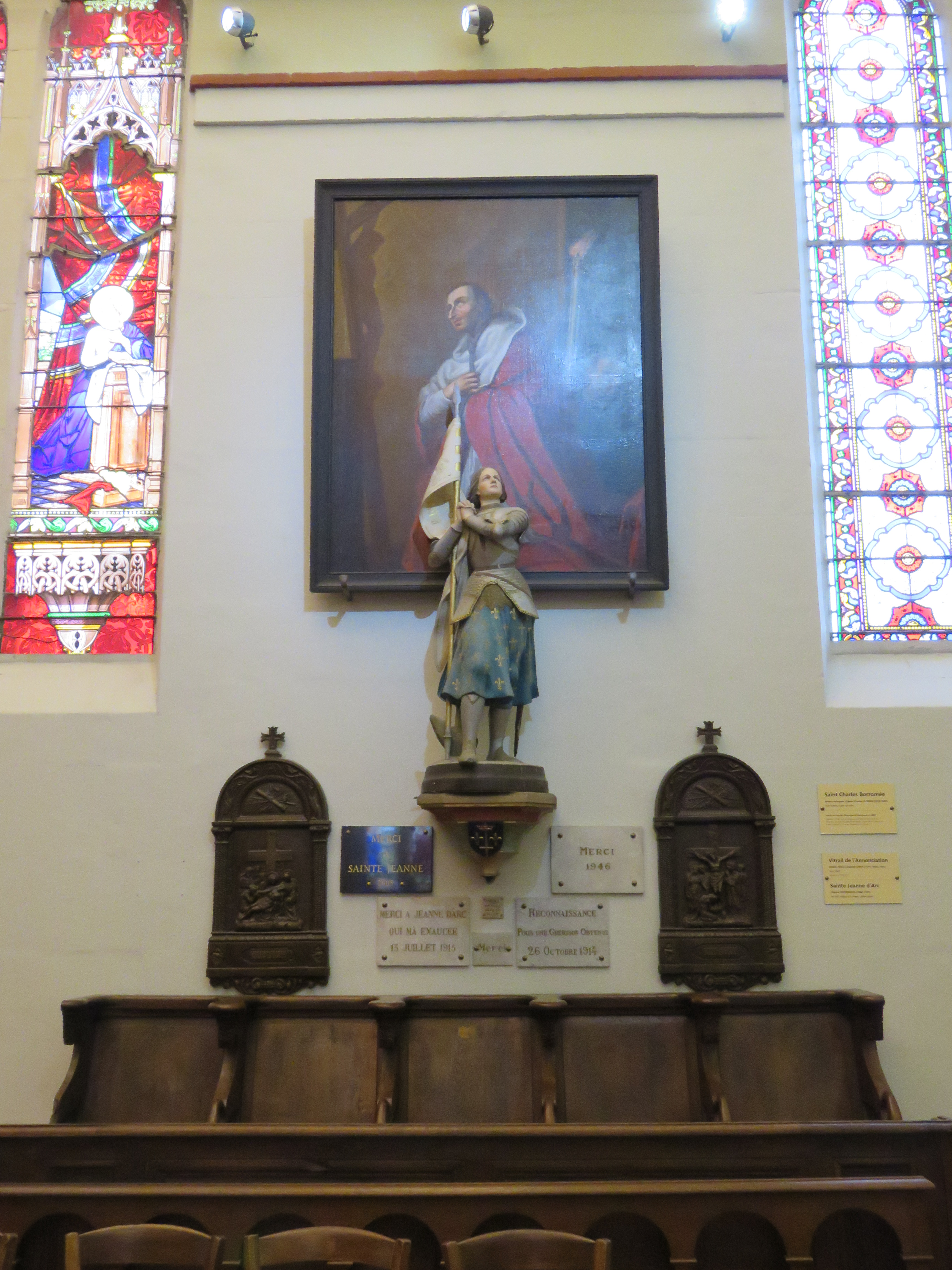
Saint Charles Borommée.
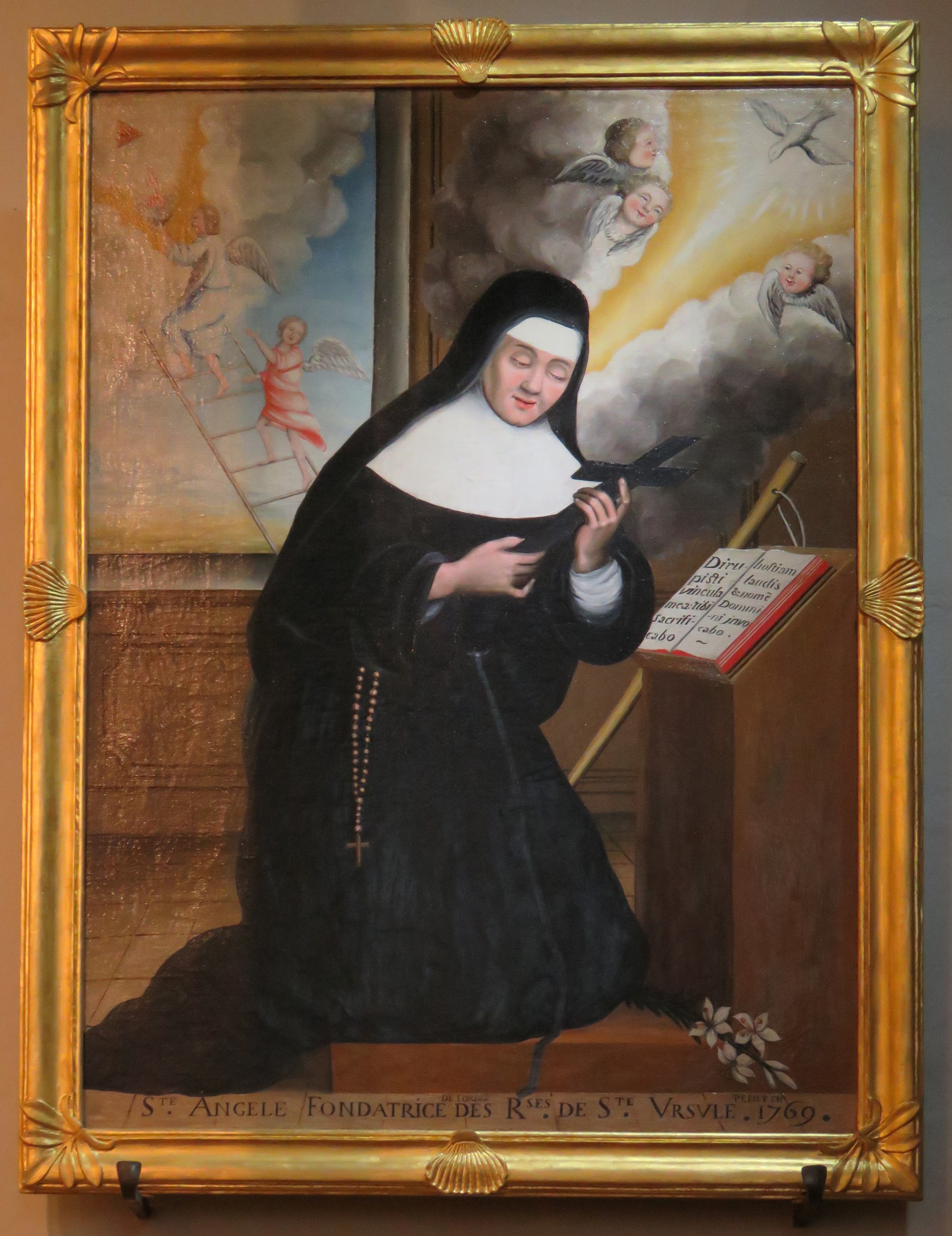
Sainte Angèle.